# CGE Distribución

Logo de CGE Distribución.

La Compañía General de Electricidad Distribución S.A. o CGE Distribución S.A. es una empresa chilena, filial de la Compañía General de Electricidad S.A. (CGE), encargada de las operaciones de distribución de electricidad domiciliaria e industrial de dicha empresa.
El Directorio de CGE ha seguido implementando su plan de estructurar a CGE como un holding que desarrolla sus actividades a través de empresas especializadas y enfocadas hacia las líneas de negocio fundamentales, en forma consistente con su estrategia de potenciar las sinergias entre las empresas del Grupo y alcanzar una mejor identificación y cercanía con sus clientes.
En cuanto a las actividades de distribución eléctrica en Chile, el Directorio de CGE acordó realizarlas a través de tres filiales: CGE Distribución, CONAFE y EDELMAG. CGE Distribución, concentra todos los activos de distribución del Grupo CGE ubicados entre la Región Metropolitana y la IX Región. Para ello, le fueron traspasados los activos de distribución de CGE y le serán transferidos aquellos actualmente operados por CONAFE en la VII Región.
En noviembre de 2020 el mayor grupo eléctrico del mundo, la estatal china Corporación Estatal de la Red Eléctrica de China (State Grid Corporation of China), cerró la compra de la empresa CGE, la mayor distribuidora de Chile, en unos US$3.000 millones, esto se suma a la compra de Chilquinta Energía en octubre de 2019.

## Historia
Con fecha 31 de enero de 2003, CGE Distribución S.A., se constituye como sociedad anónima cerrada, mediante escritura pública otorgada ante la Notarla de Santiago de don Gonzalo De la Cuadra Fabres, inscribiéndose en el Registro de Comercio del Conservador de Bienes Raíces de Santiago de ese año, todo ello, enmarcado en el proceso de reorganización de los negocios y actividades iniciado en el año 2000 por la Matriz, Compañía General de Electricidad S.A. (CGE)
El 30 de abril de 2003, CGE Distribución adquirió y tomó el control de Compañía Eléctrica del Río Maipo S.A. (Río Maipo), concesionaria de distribución de energía eléctrica que opera en la zona sur de la Región Metropolitana y posee más de 300.000 clientes. Previo a la adquisición, Río Maipo perteneció al Grupo Enersis.
En agosto de 2003, en Junta de Accionistas de la sociedad, se aprobó un aumento de capital que permitió la posterior transferencia de los activos de distribución desde CGE a CGE Distribución, aprobándose el valor de aporte de dichos bienes.
En enero de 2004, el Ministerio de Economía autorizó la transferencia de concesiones de distribución de energía eléctrica de CGE a CGE Distribución, realizándose durante el mes de febrero de dicho año la publicación en el Diario Oficial de la referida autorización.
El 31 de marzo de 2004, y conforme lo aprobado en Junta Extraordinaria de Accionistas, se perfeccionó el traspaso de los activos, negocios, personal y pasivos asociados a la actividad de distribución de electricidad desde la matriz CGE a CGE Distribución, hecho que marcó el inicio de las operaciones de CGE Distribución como nueva distribuidora de energía eléctrica.
Con fecha 11 de agosto de 2004, la Superintendencia de Valores y Seguros ha inscrito a CGE Distribución en el Registro 11 de Valores bajo el Número 841, cumpliendo el requerimiento de la denominada ley Corta. Adicionalmente, con igual fecha se inscribieron las acciones de la sociedad convirtiéndose de esta forma en Sociedad Anónima Abierta.
Actualmente, CGE, es la controladora de CGE Distribución, y posee una participación directa ascendente al 99,9999% de las acciones emitidas de ésta e indirectamente el restante 0,0001 %, a través de su filial Inmobiliaria General S.A.

## Clientes
Los clientes de CGE Distribución al año 2008 son:
| Zonal        | Clientes  | Sub-zona                   | Clientes  |
| ------------ | --------- | -------------------------- | --------- |
| San Bernardo | 339.381   | San Bernardo               | 114.104   |
| San Bernardo | 339.381   | Cordillera                 | 160.738   |
| San Bernardo | 339.381   | Talagante                  | 64.539    |
| Rancagua     | 245.948   | Buin                       | 38.202    |
| Rancagua     | 245.948   | Rancagua                   | 116.567   |
| Rancagua     | 245.948   | Peumo                      | 16.526    |
| Rancagua     | 245.948   | Rengo                      | 27.513    |
| Rancagua     | 245.948   | San Vicente de Tagua Tagua | 14.320    |
| Rancagua     | 245.948   | San Fernando               | 32.800    |
| Talca        | 236.081   | Curicó                     | 54.252    |
| Talca        | 236.081   | Talca                      | 70.318    |
| Talca        | 236.081   | Molina                     | 16.186    |
| Talca        | 236.081   | San Javier                 | 14.262    |
| Talca        | 236.081   | Linares                    | 24.323    |
| Talca        | 236.081   | Chillán                    | 56.740    |
| Concepción   | 258.852   | Concepción                 | 145.135   |
| Concepción   | 258.852   | Talcahuano                 | 67.867    |
| Concepción   | 258.852   | Tomé                       | 17.109    |
| Concepción   | 258.852   | Coronel                    | 28.741    |
| Temuco       | 168.944   | Los Ángeles                | 40.691    |
| Temuco       | 168.944   | Temuco                     | 98.522    |
| Temuco       | 168.944   | Villarrica                 | 29.731    |
| Total        | 1.249.206 | 1.249.206                  | 1.249.206 |